# Henriksborg

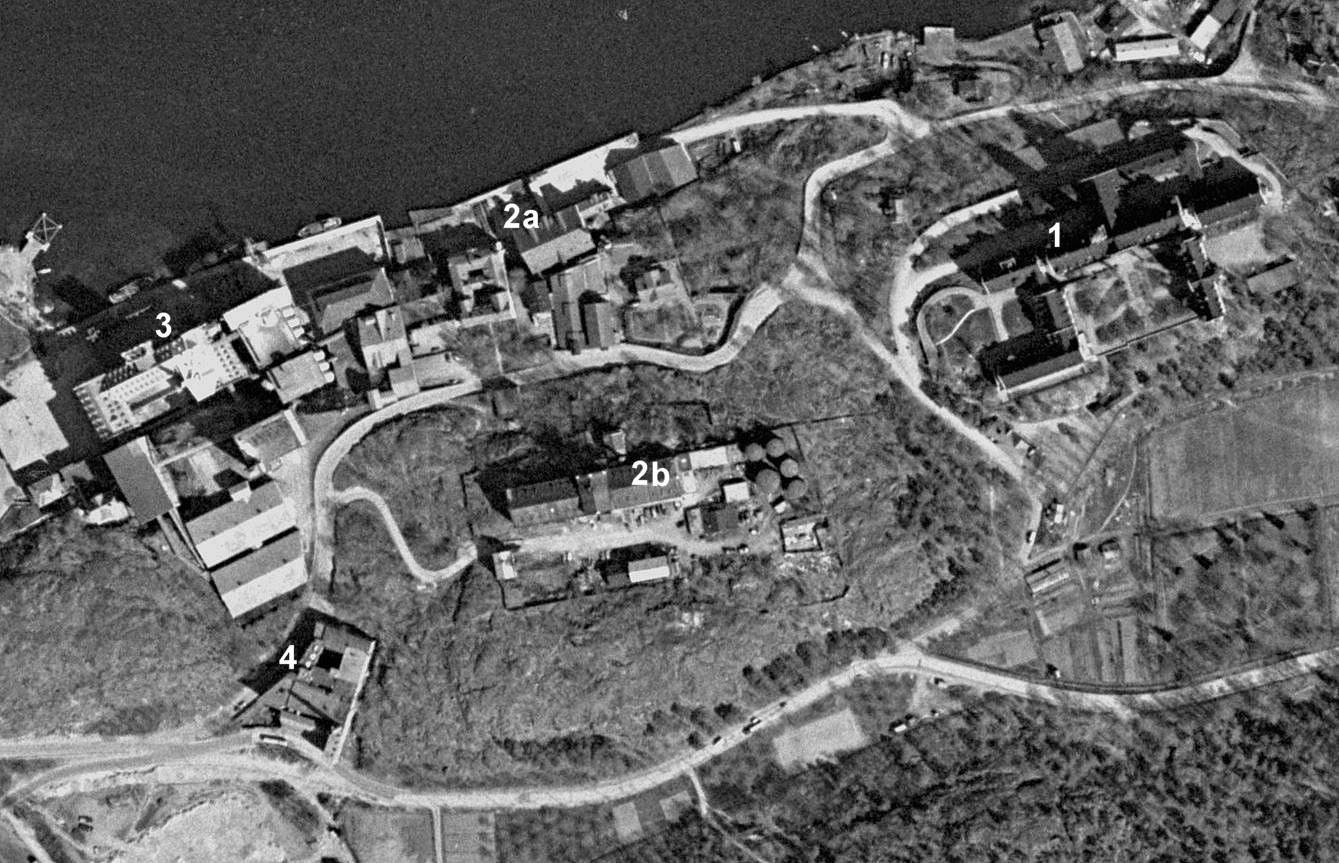
Henriksborgsområdet 1960. 1: Danvikshem, 2a och b: AB Sommelii fabriker, 3: Saltsjökvarn, 4: Rylander & Rudolphs Fabriks AB.

Henriksborg är ett tidigare industriområde på nordvästra Sicklaön i Nacka kommun. Området är en del av Danviken och gränsar i öster till Finnboda och i söder till Henriksdal. Henriksborg anses vara uppkallat efter åldermannen i notfiskarämbetet Henrik (eller Hindric) Österman som köpte marken och en fabriksbyggnad 1765 från Danvikens hospital. Under 1800-talets slut växte här en av Nackas större industriområden upp med bland annat Saltsjökvarn, AB Sommelii fabriker och Rylander & Rudolphs Fabriks AB. Idag är den största delen av de äldre industribyggnaderna riven eller ombyggd till bostäder. Namnet Henriksborg lever vidare i ett radhusområde som uppfördes här på 1970-talet och i ett kontorshotell som var Rylanders & Rudolphs fabriksbyggnad.

## Historik

### Tidiga industrier

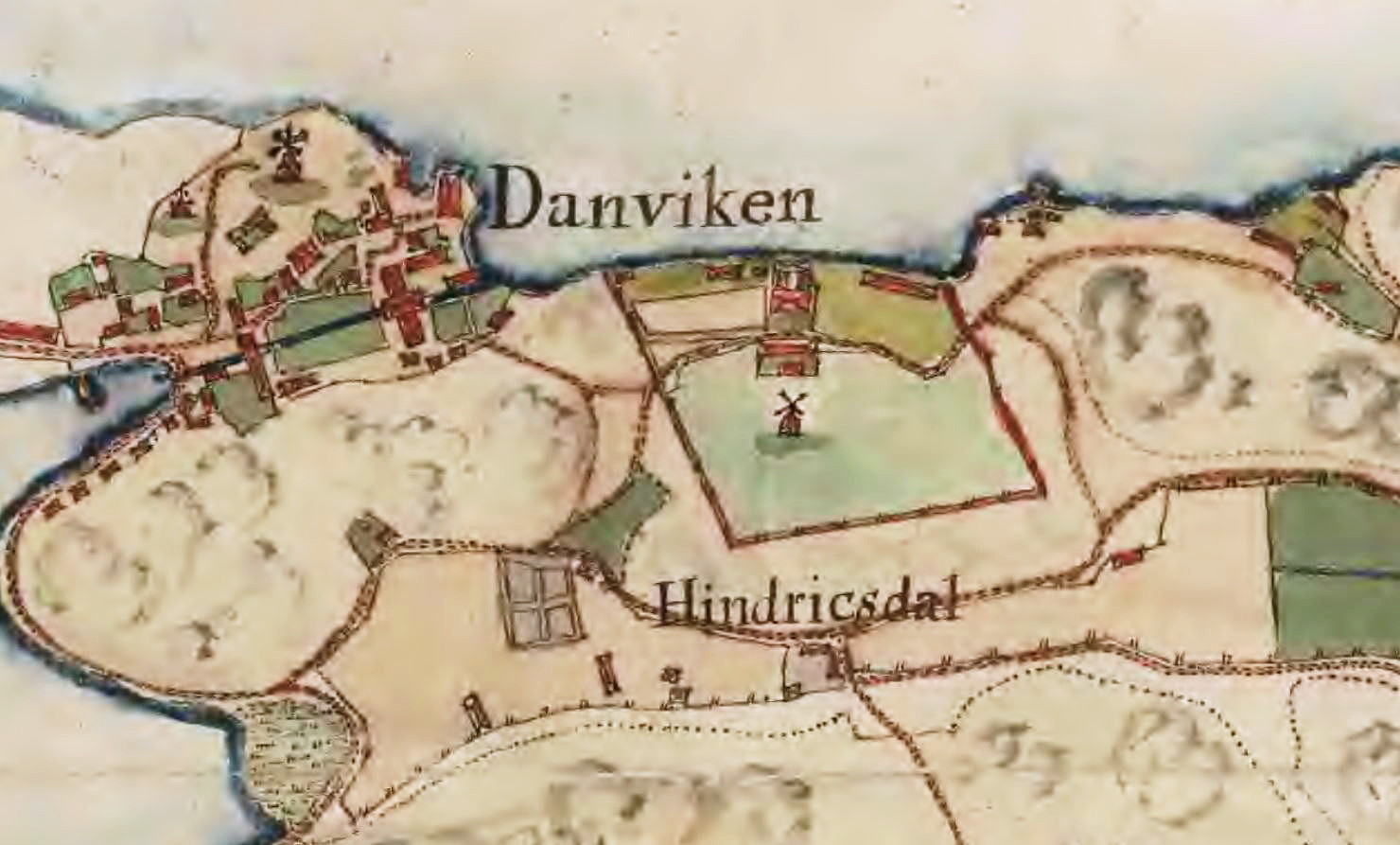
Henriksborgsområdet 1774.

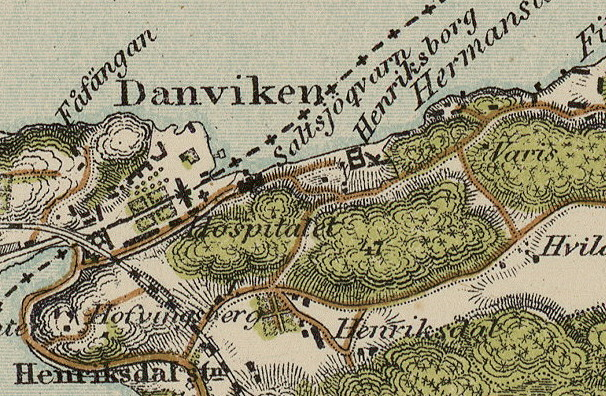
Henriksborgsområdet 1844, rev 1891.

Läget för Nackas tidiga industrier vid Saltsjön var välvalt. Smutsiga och farliga industrier som inte kunde ligga inne i Stockholm lades hit och tillgång till arbetskraft fanns på Södermalm. En av de äldsta industriella verksamheterna som etablerades här var ett kimröksbruk som började 1675 och var i drift till 1800-talets slut samt en fabrik som skulle utvinna salt ur Saltsjöns vatten. Initiativtagaren till detta saltsjuderi var holländaren Abraham Vichenhaan vilken 1684 arrenderade ett stycke mark från Danvikens hospital belägen strax öster om hospitalet. Saltutvinningen fungerade dock inte på grund av den låga salthalten.

### Östermans tomt
År 1765 köptes det misslyckade  saltsjuderiet av Hindrik Österman som uppkallade det efter sig Henriksborg. Det finns också uppgifter om att namnet Henriksborg skulle komma från rådmannen Hindric Spak som var inspektor på Danvikens hospital runt 1750. Det motsägs dock av en anteckning på Gabriel Bodings karta över Sicklaön från 1774 som säger om saltfabrikens tomt ”Östermans byggnader och inhägnad”. Huvudbebyggelsen bestod av fyra byggnader anordnade i fyrkant, liksom en borg, med ekonomibyggnader öster, väster och söder. I söder höjde sig Henriksborgsklippan där karten från 1774 visar en väderkvarn. Ytterligare lite längre söderut låg Henriksdals gård, ägd av Österman, med en bördig dalgång kallad Hindricsdal (dagens Henriksdal), där går idag Kvarnholmsvägen.

### Danvikens dårhus
Österman stannade inte särskild länge på Henriksborg för senast 1788 sålde han det till Danvikens hospital som lät bygga om det gamla saltbruket för att kunna flytta över vården av sinnessjuka och veneriskt smittade dit. Verksamheten kom att kallas Danviks dårhus. Till slut blev byggnaden omöjlig att använda för sjuka och då tillverkades rullgardiner under en tid i huset.

### Sommelii fabriker

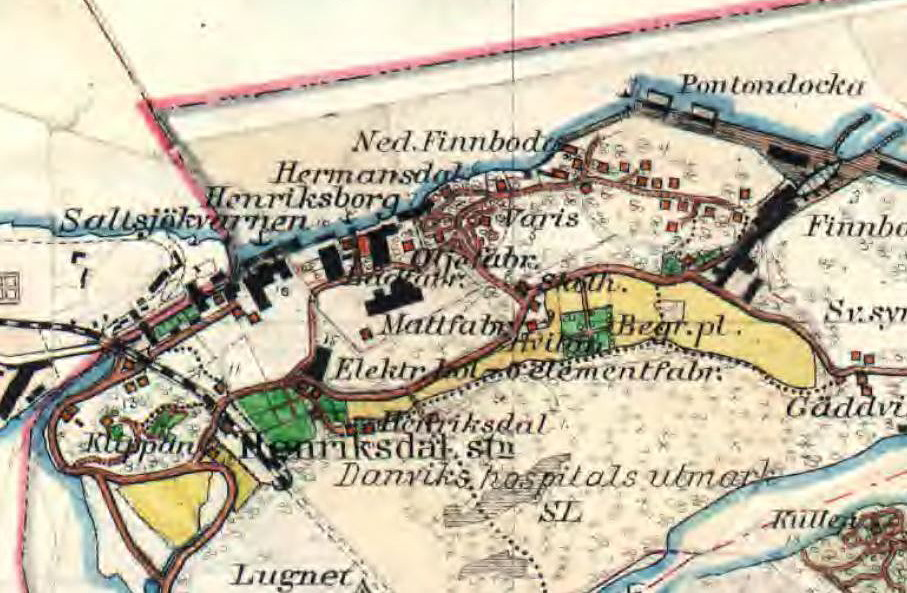
Henriksborgsområdet 1905.

Öster om det gamla saltbrukets och dårhusets byggnader uppfördes åren 1887–1888 en fabriksbyggnad i tegel dit Sommelii Oljeslageri AB, grundat av Gustaf Nils Petter Sommelius (1800–1862), flyttade sin verksamhet från Stadsgården i Stockholm. Fabriken förädlade linolja och rapsolja. Den före detta hospitalsbyggnaden blev bostadshus för arbetarna. År 1894 ombildades firman till aktiebolaget AB Sommelii fabriker. Samma år lät företaget uppföra en ny stor fabrik, kallad den övre fabriken eller mattfabriken, på Henriksborgsklippan söder om den äldre fabriken. Den monumentala tegelbyggnaden blev ett dominant inslag i stadsbilden. Här tillverkades linoleummattor, vaxdukar och andra oljeimpregnerade artiklar. 
1907 till 1913 hyrde man ut övre fabriken till Telegrafverket för att tillverka telefoner. Efterfrågan hade stigit runt sekelskiftet och tillverkningen på Mosebacketorg hann inte med alla leveranser.
År 1916 bildades Svenska Oljeslageriaktiebolaget genom en sammanslagning av AB Sommelii Fabriker på Henriksborg och M E Delbanco som hade oljeslageri i Mölndal, utanför Göteborg. Svenska Oljeslageriaktiebolaget var i drift ända in på 1960-talet då den övre fabriken revs och ersattes av radhusområdet Henriksborg, byggt av HSB efter ritningar av arkitekt Olof Ellner. Den nedre fabriken nyttjades efter 1982 av ett konstnärskollektiv för olika installationer i det gemensamma projektet "Ibid". Efter utställningen drabbades byggnaden av ett pyromandåd och revs sedan. 
Av den ursprungliga bebyggelsen kvarstår enbart saltbruks- eller dårhusbyggnaden som numera inhyser bostadsrättslägenheter, ett mindre tegelhus intill dårhuset samt ett gammalt linoljeförråd vid Västra Finnbodavägen 8. Det senare är en tvåvåningsbyggnad uppförd av tuktad fältsten. I muren syns X-formade ankarslut som brukade användas under 1700- och 1800-talen. Byggnaden utgör ett viktigt historiskt dokument över en svunnen industriepok, och föreslås bli ombyggd till kontor eller hotell.

### Rylander & Rudolphs Fabriks AB
Rylander & Rudolphs Fabriks AB grundades 1882 av direktör John Rudolphs (1853–1935) i Stockholm och flyttade till Hernriksborgsområdet 1886. Företaget tillverkade batterier till vevtelefoner, kolspetsar till båglampor, mikrofonkol och dynamoborstar. Till en början använde man Kvarnen Klippan som fabrikslokal. På grund av utrymmesbrist lät man 1888 uppföra en fabriksbyggnad i tegel vid dagens Västra Finnbodavägen 4. Fabriken byggdes till i flera omgångar tills den hade sin nuvarande form omkring 1910. John Rudolphs son, Charles, övertog firman efter fadern 1928. Produktionen lades ner i slutet av 1950-talet. Den gamla fabriksbyggnaden finns fortfarande kvar i ombyggt skick och är ett kontorshotell som kallas Henriksborg.

### Historiska bilder

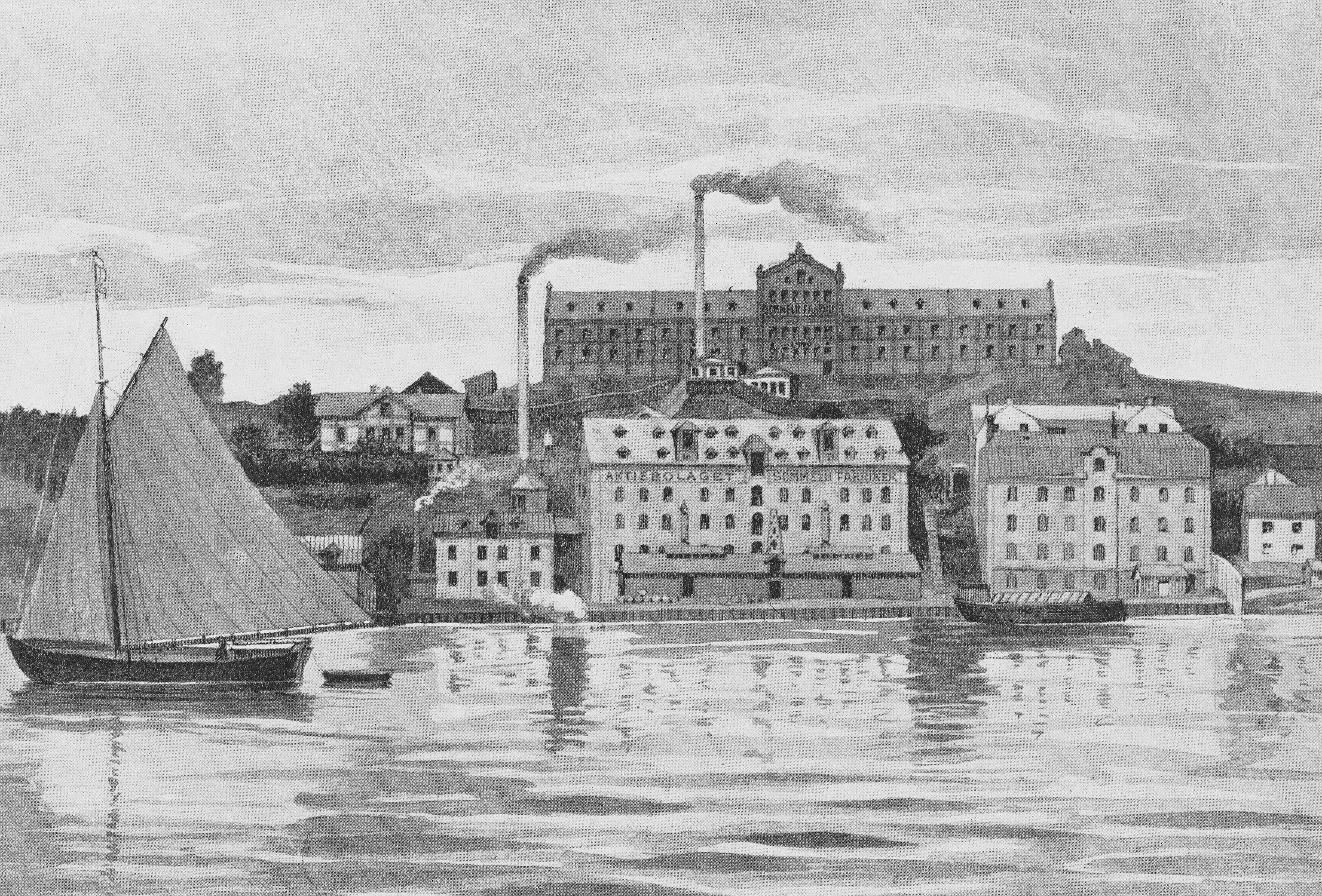
Sommelii fabriker (övre och nedre), 1890-tal.
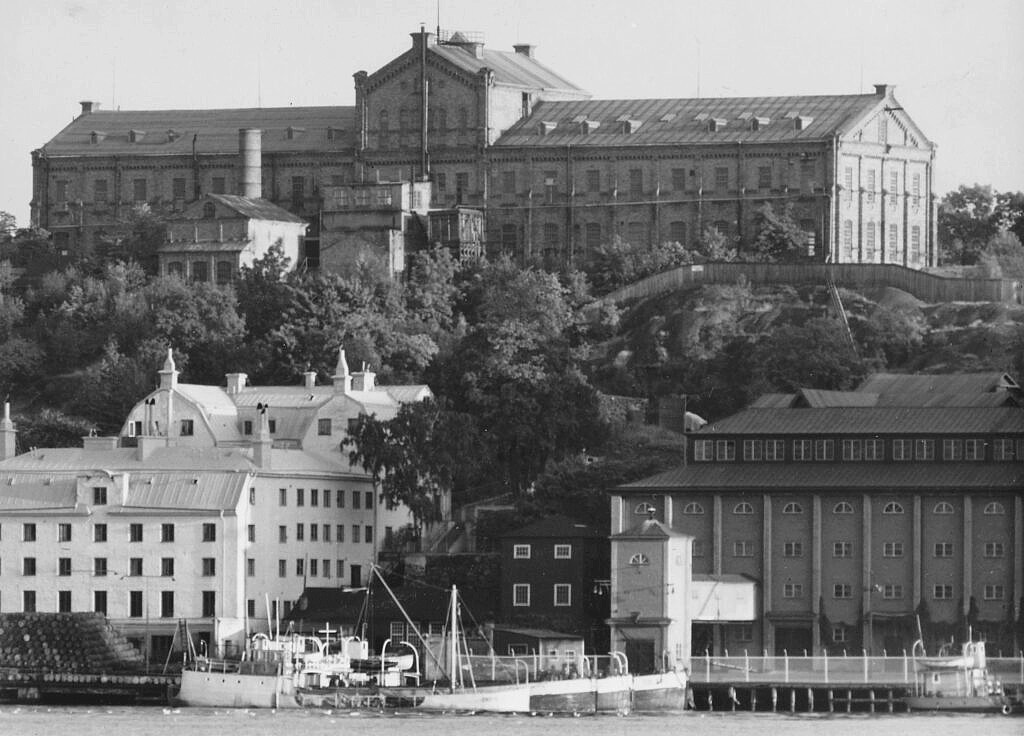
Sommelii fabriker (övre och nedre), 1955.
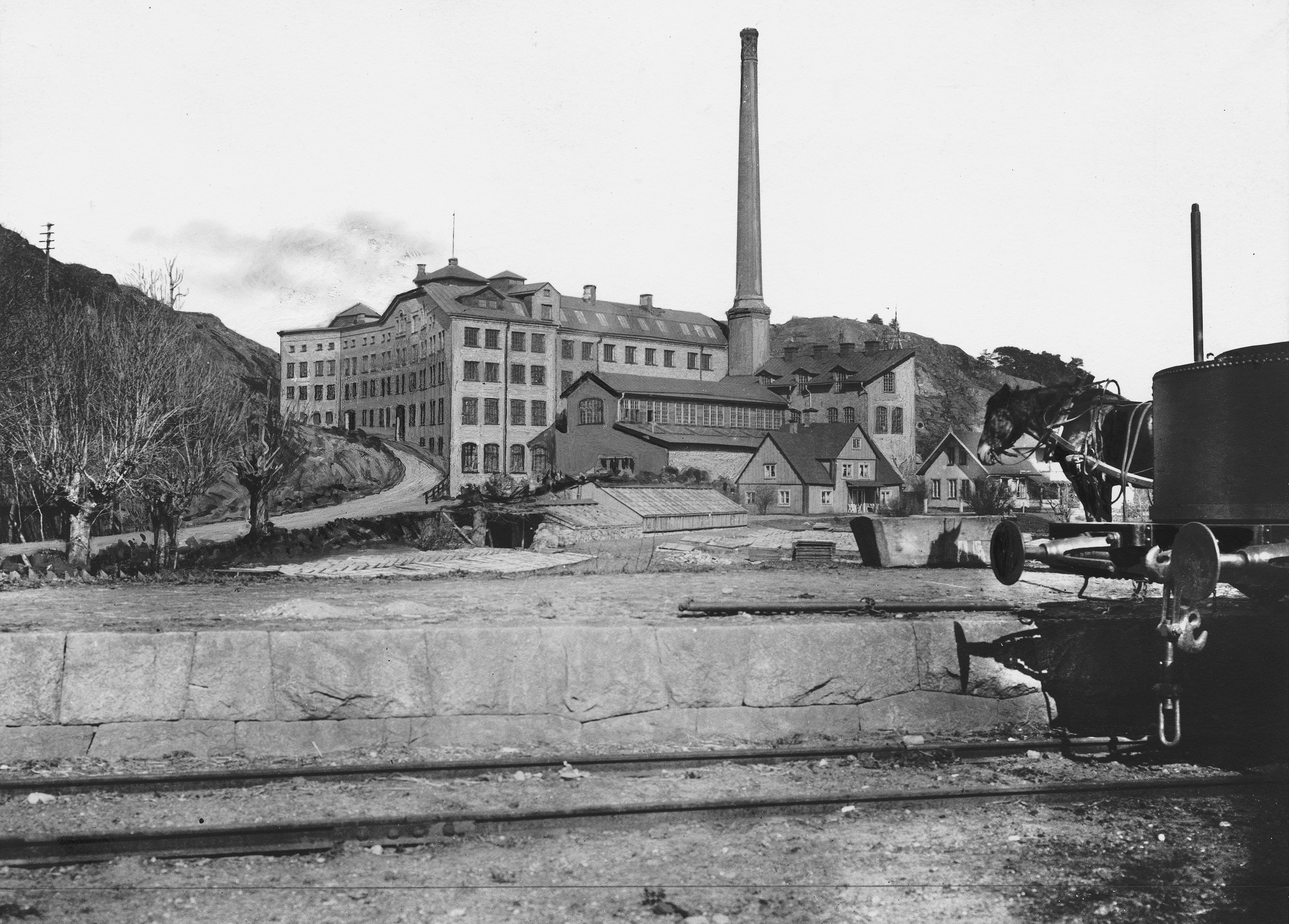
Rylander & Rudolphs fabrik, 1900.
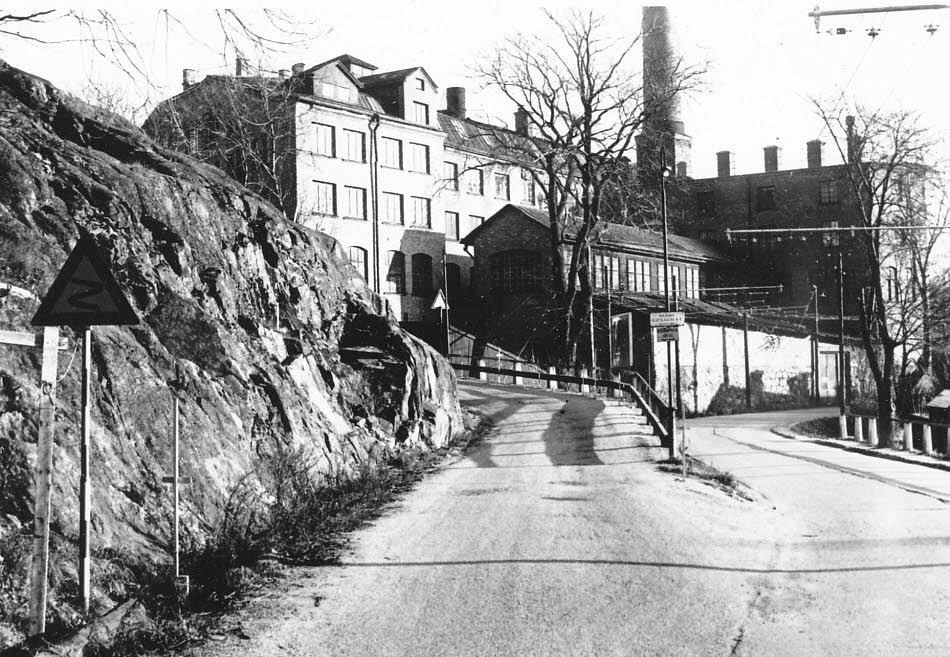
Rylander & Rudolphs fabrik, 1945.

## Efter industritiden

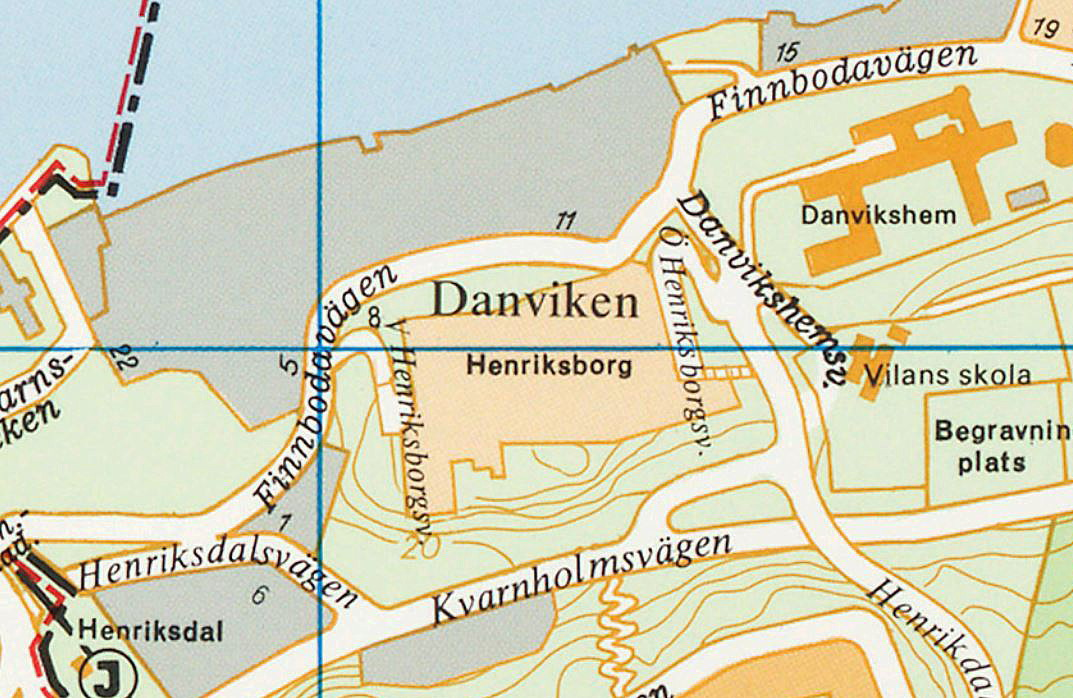
Henriksborgsområdet 1996.

På 1960-talet förvärvade Kooperativa Förbundet (KF) hela fastigheten Henriksborg som omfattade området från kajen vid Saltsjön ända upp till Henriksborgsklippan. På klippan, tidigare platsen för AB Sommeliis övre fabriksbyggnad, fanns planer på att uppföra Folksams nya huvudkontor. Folksamhuset kom dock byggas vid Skanstull. Från KF:s tid härrör det så kallade Gomanhuset, ett stort tegelkomplex vid Vätra Finnbodavägen 13 som uppfördes på 1960-talet efter ritningar av arkitekt Joen Sachs vid KFAI och innehöll laboratorium och kontor.
År 1975 sålde KF Henriksborgsklippan till HSB för 4,9 miljoner kronor. AB Sommeliis gamla fabriksanläggning hade då redan jämnats med marken och HSB lät bygga ett påkostat radhusområde på berget, till en början kallat Saltsjö-Blick och senare ändrad till Henriksborg. Stadsplanen upprättades 1975 av arkitekt Ulf Snellman. Radhusområdet ritades av arkitekt Olof Ellner vid HSB:s arkitektkontor. Bebyggelsen består av 83 radhusenheter i sexton olika utföranden. Ellner ambition var att alla hus skulle ha sjöutsikt. Bygget vållade en del protester. Radhusen stod färdiga 1979 och blev svårsålda.
För kajområdet Danviksstrand fastställdes en detaljplan i november 2001. Området förvärvades av JM som byggde fem nya bostadshus vilka ritades av Cinnober Arkitekter och blev inflyttningsklara 2004–2006. Här finns bostadsrättsföreningen Hamninloppet som består av tre flerfamiljshus med sammanlagt 108 lägenheter och bostadsrättsföreningen Danviksblick som består av 33 lägenheter fördelade på två hus.

### Nutida bilder

Kvarvarande industribyggnader
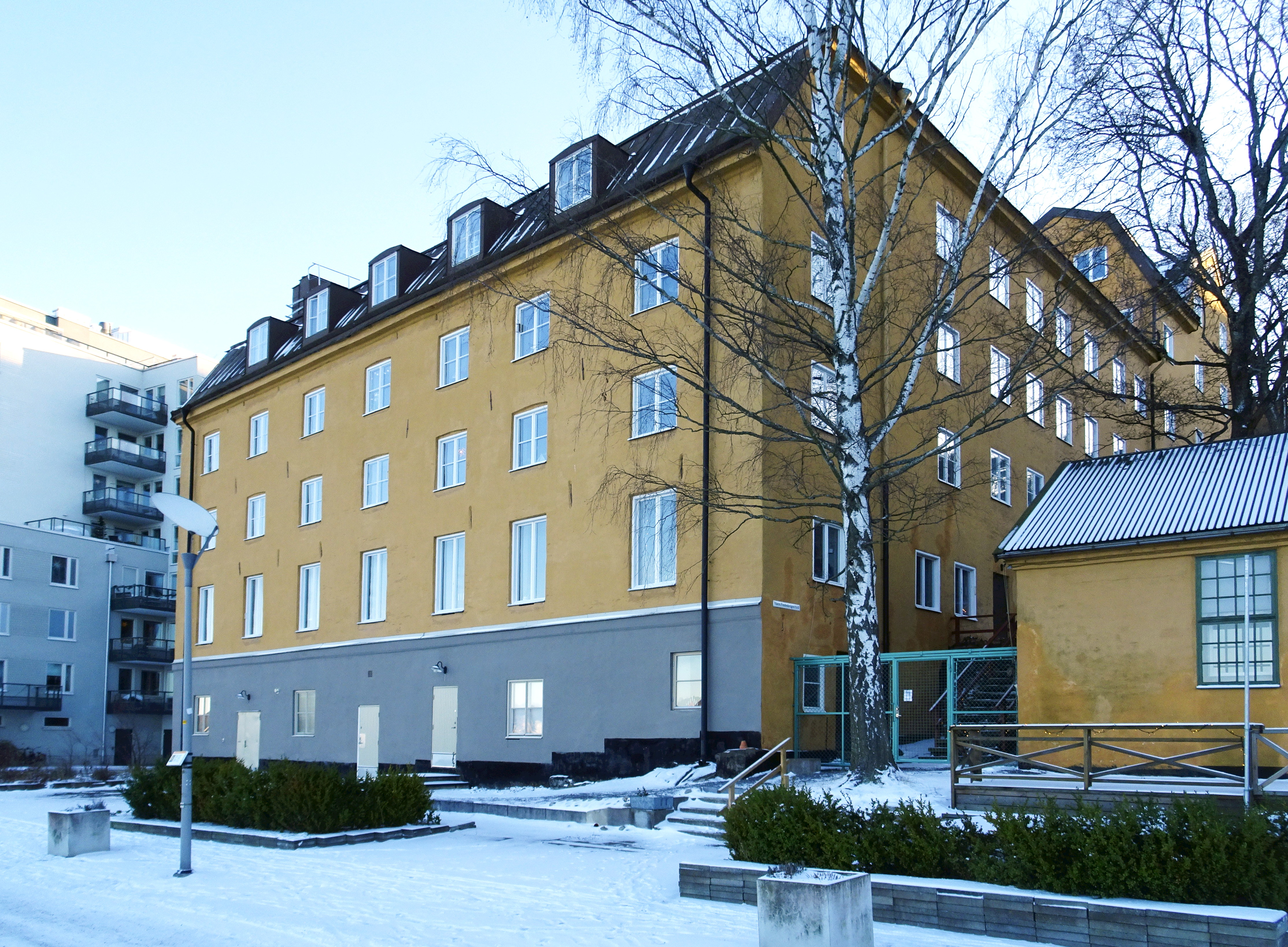
Sommelii fabrikers före detta personalbostäder, tidigare dårhuset.
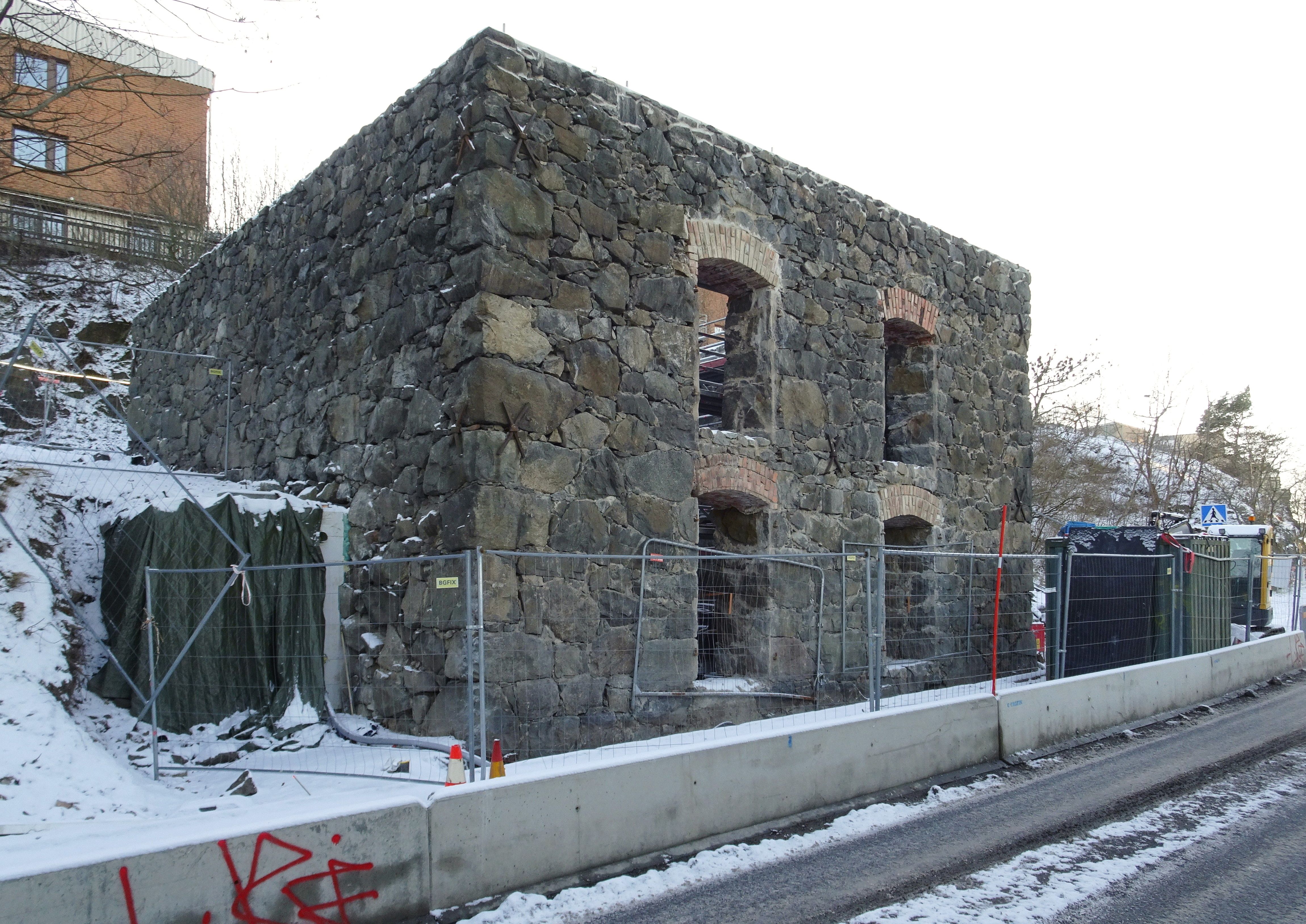
Sommelii fabrikers före detta linoljelager.
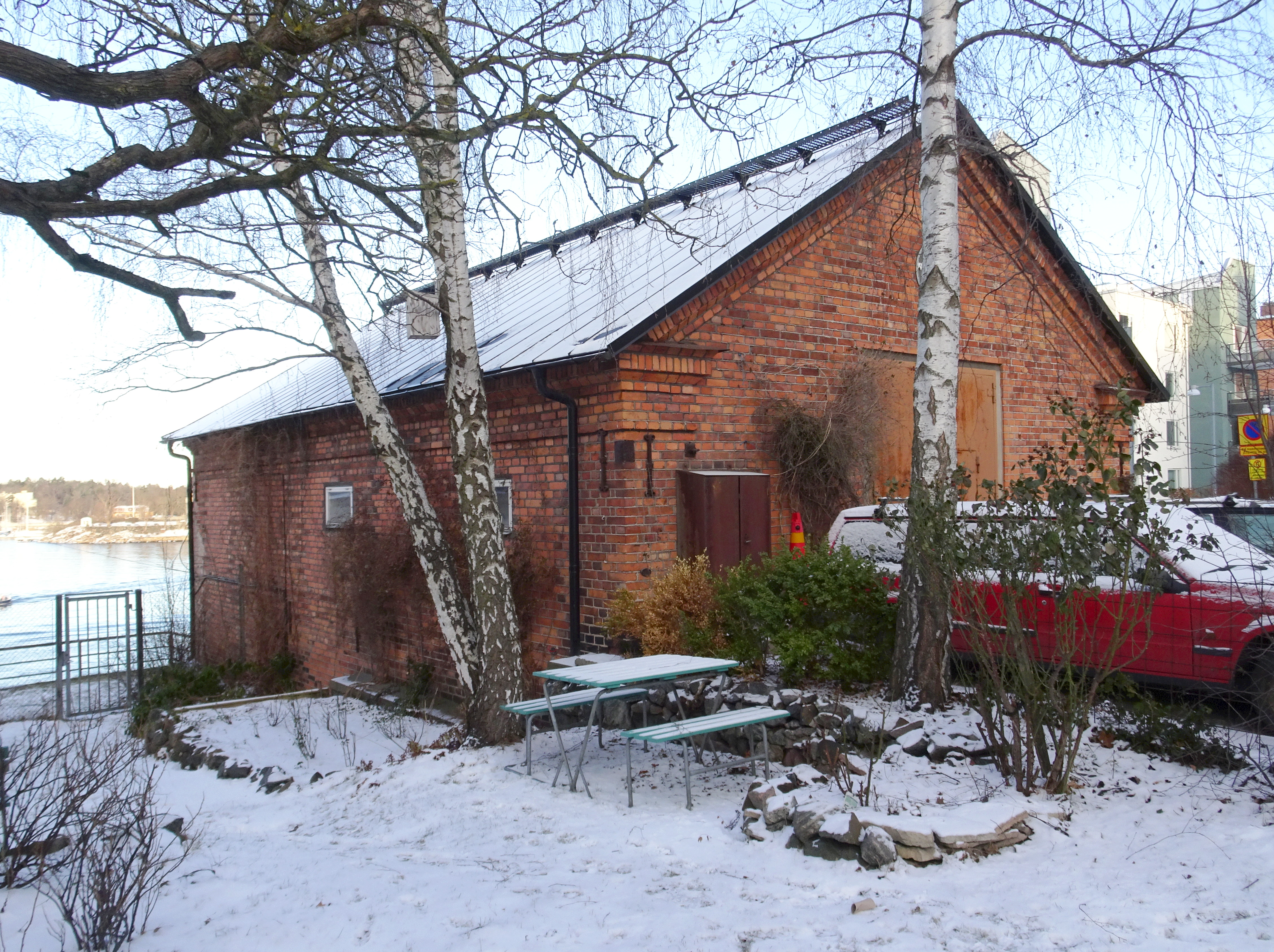
Tegelhus efter Sommelii fabriker.
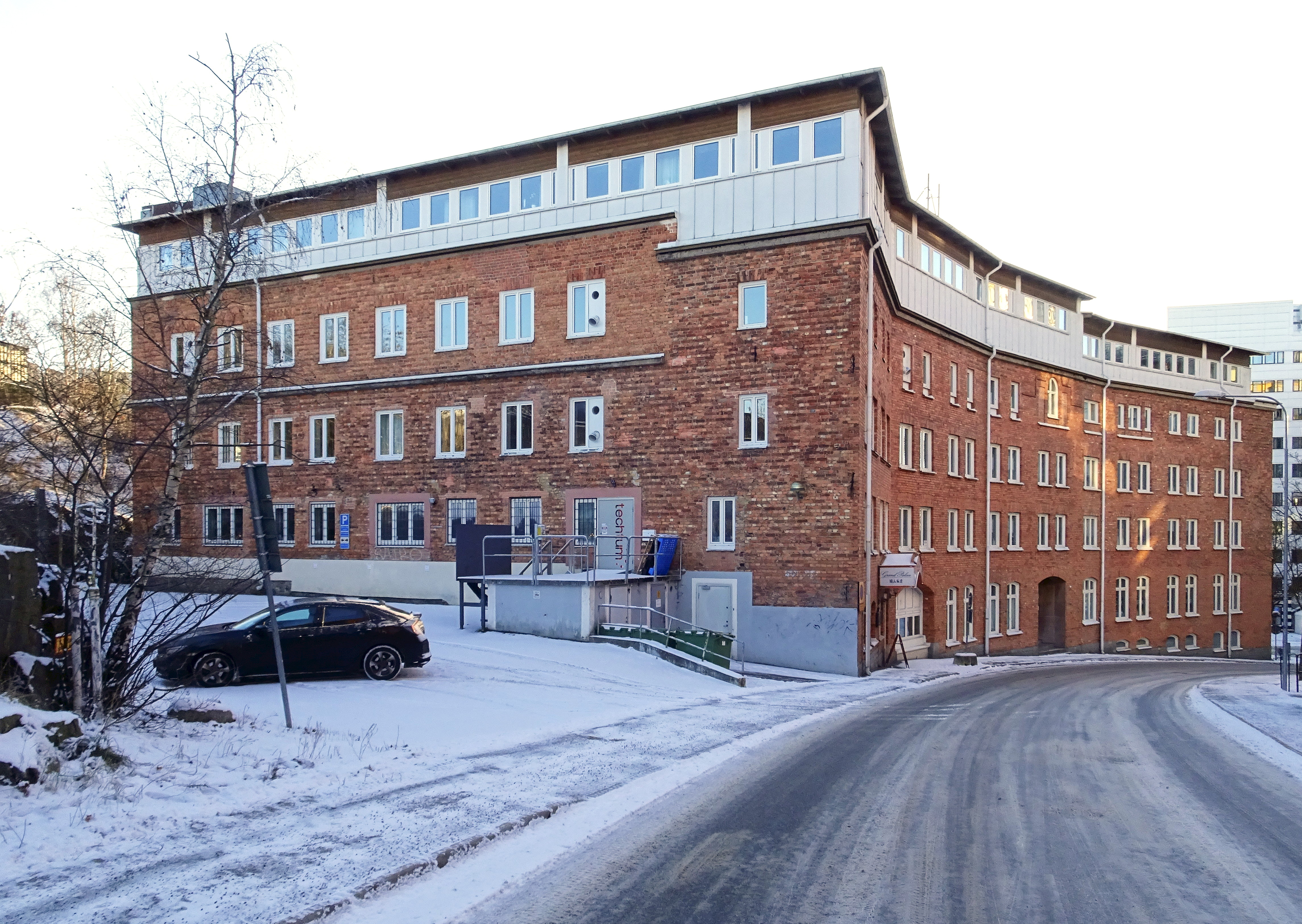
Före detta Rylanders & Rudolphs Fabriks AB.

Nya byggnader
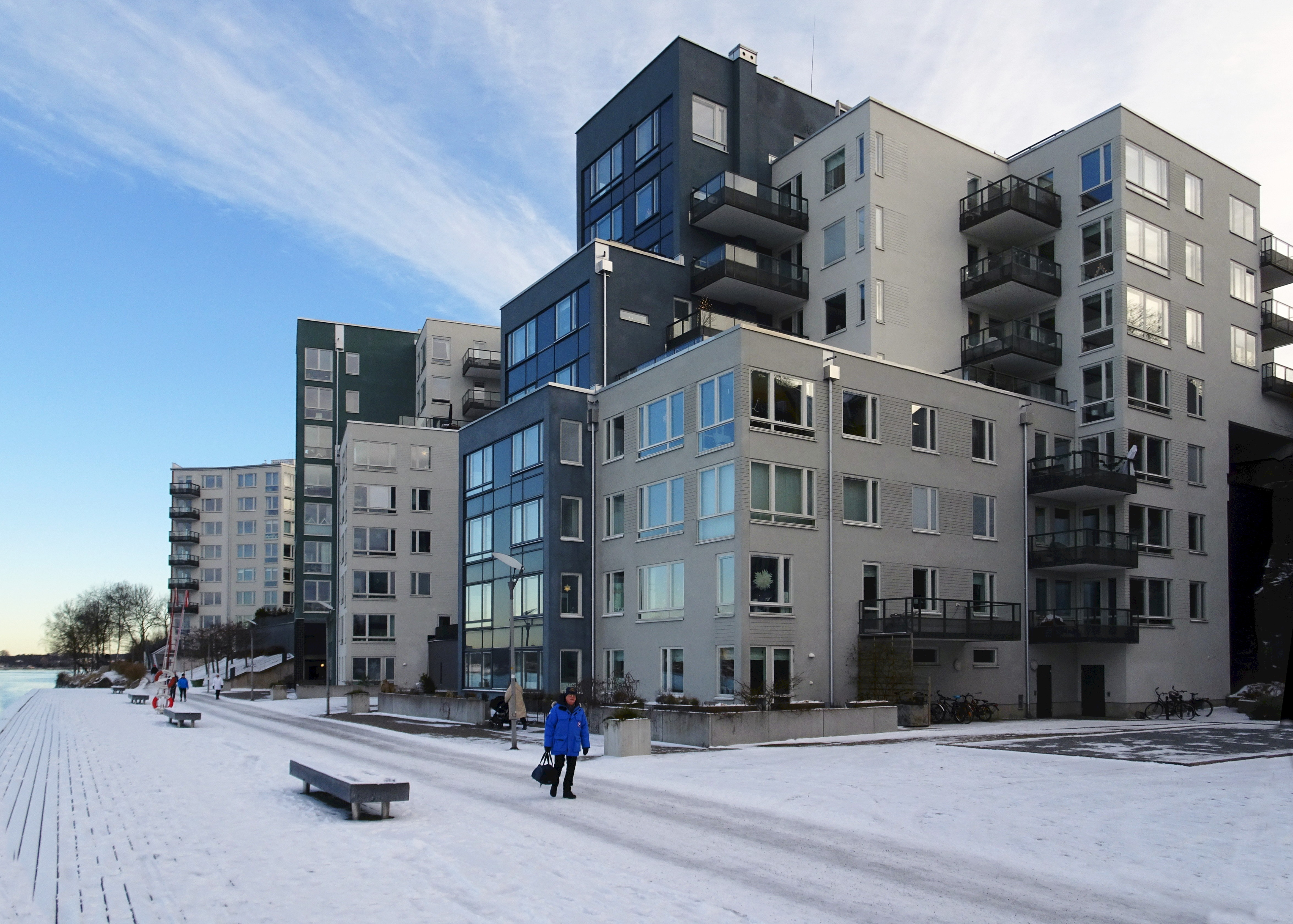
Bostadshus vid Danvikstrand.
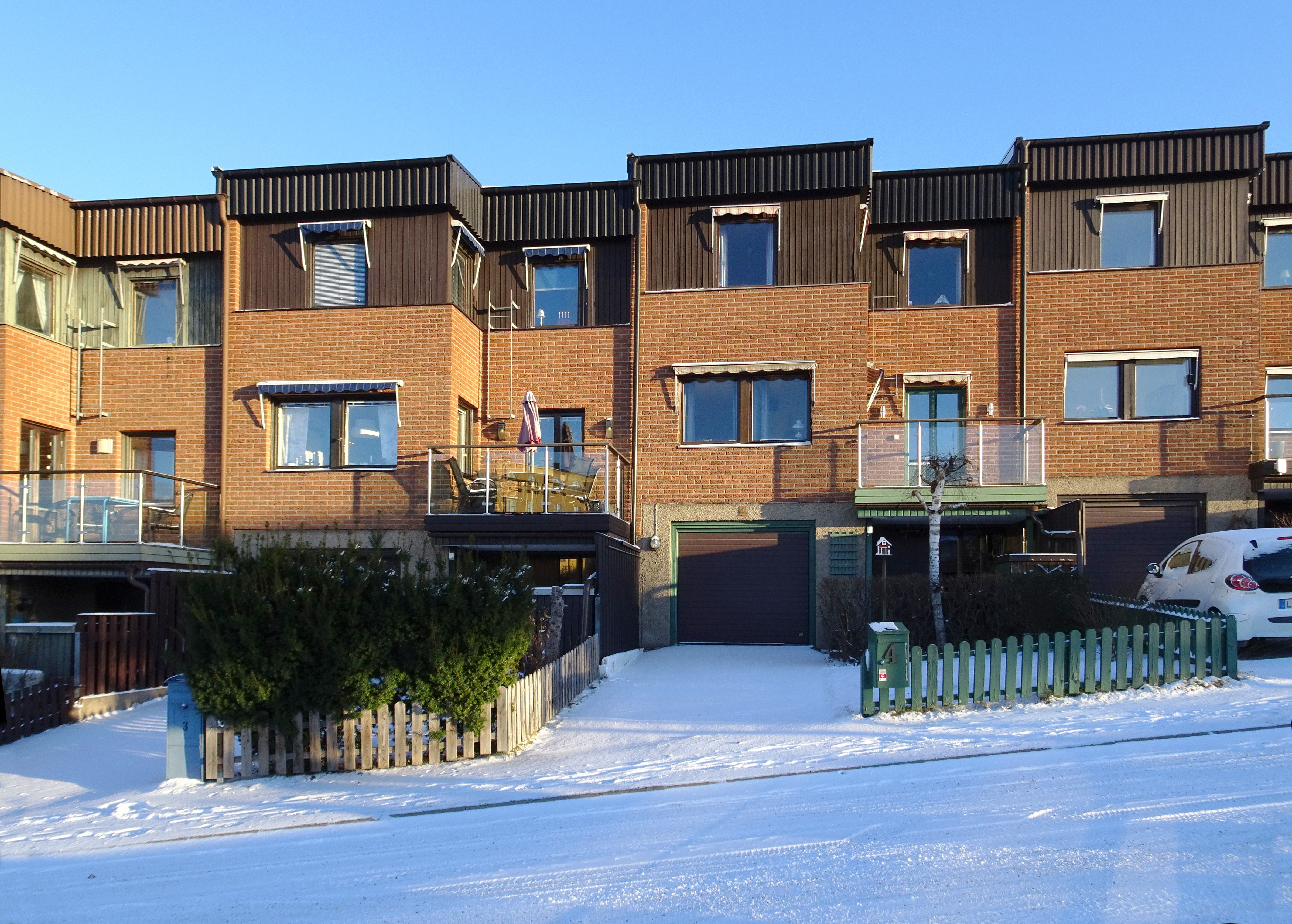
Radhusområdet Henriksborg.
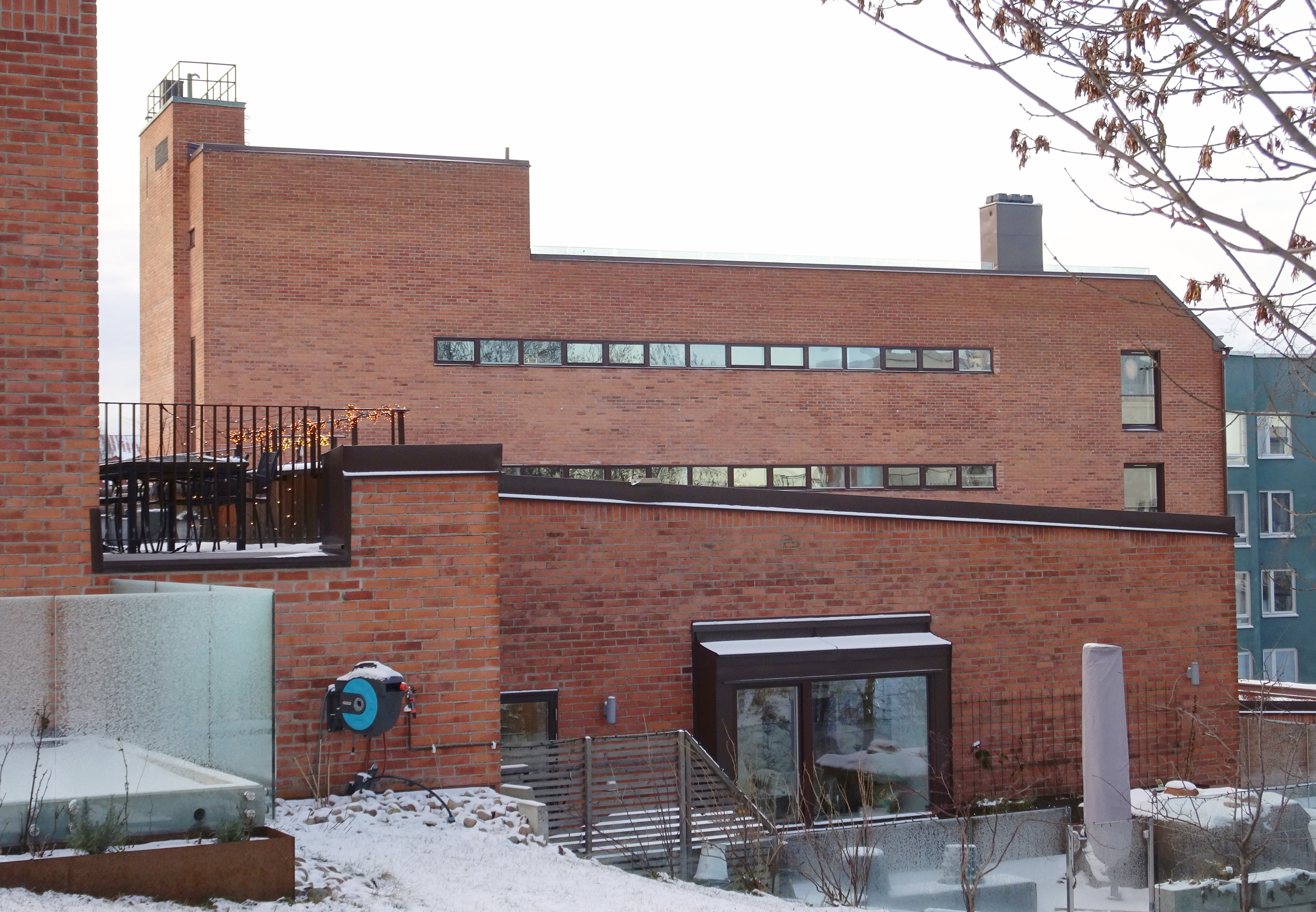
Gomanhuset.
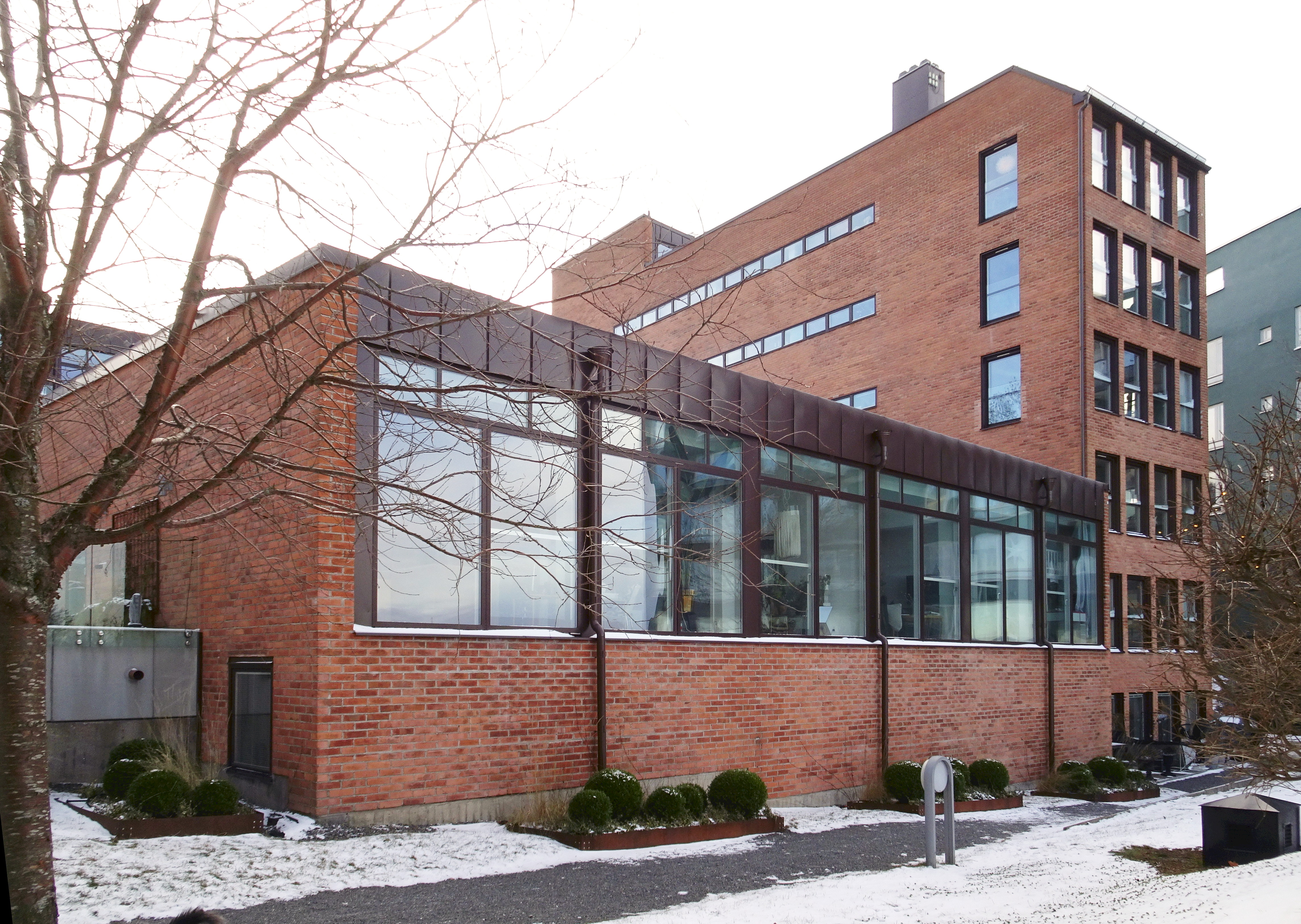
Gomanhuset.